# 終結戰場
《终结战场》（旧译）是一款由网易游戏为安卓及iOS研发的大逃杀手游，由终结者2：审判日授权为官方手游，玩法类似于PC端的绝地求生，又被网友称为“吃鸡手游”。截至至11月8日，终结者2：审判日用户规模达497万，日活跃用户数为369.9万，11月1日至8日，新增用户数均值为50.3万。该游戏已登顶55国游戏下载榜，全球玩家突破1.5亿。2017年12月7日至2018年1月7日，《终结者2：审判日》携手网易CC直播举办终结者2超级联赛，总奖金池高达540万元。《终结者2：审判日》举办的全球首个大型电竞赛事，TSL国际超级联赛将于2018年3月24日下午开战，总决赛总奖金高达320万人民币《终结者2：审判日》于2019年8月20日更名为《终结战场》。

## 游戏概况
《终结战场》是一款移动端第三人称射击手游。玩法类似于PC端的绝地求生。每一局游戏将有120名玩家参与，他们被投放至吉利岛的上空，玩家在其中探索、射击。游戏跳伞开始时所有人都一无所有。游戏使用网易自研引擎NeoX，为游戏提供极高的画质表现，为玩家打造最真实的射击体验。

## TSL国际超级联赛
总共七个国家的冠军战队从65个海外国家和地区的15万余支战队中脱颖而出，它们将在中华人民共和国上海市竞逐冠军。总决赛上海赛事会场地点位于上海财经大学体育馆，会场使用了360度环形舞台设计，使得观众可以更直观的感受到枪战竞技的冲击。总决赛于2018年3月24日下午开始，两位中国解说员将通过直播为线上观众同步比赛赛况，两位英国解说员也会为海外观众带来精彩的实况讲解。《终结者2》代言人鞠婧祎也将登场担任本次TSL全球总决赛的颁奖嘉宾，赛事总决赛总奖金高达320万人民币。
| 国家            | 战队名称                | 队员分配                                                            |
| --------------- | ----------------------- | ------------------------------------------------------------------- |
| 中华人民共和国  | 梦游战队                | 指挥：皮卡 狙击：D哥 冲锋：刀叔、霸爷                               |
| 中华人民共和国  | WEDG                    | 观察：Dz、Bx 狙击：秀念 冲锋：潇湘                                  |
| 中华人民共和国  | 车神俱乐部              | 观察：无影 狙击：可乐 指挥：洛神 冲锋：ryan                         |
| 中华人民共和国  | RW、98                  | 冲锋：RW、你心如画 狙击：RW、无鹊 指挥：RW、余琛 观察：RW、王五欧巴 |
| 中华人民共和国  | SDZ                     | 指挥：木乃伊 观察：佐手 狙击：困兽 冲锋：十二笔                     |
| 中华人民共和国  | TEAM CC                 | 指挥：大兵 冲锋：浪神 狙击：承诺 观察：久晨                         |
| 中华人民共和国  | SLG                     | 指挥：男尤 冲锋：阿佐、爱倩 狙击：海泡泡                            |
| 中华人民共和国  | LF                      | 冲锋：梦呓、小子 指挥：啊灰 狙击：残殇                              |
| 中华人民共和国  | OG                      | 观察：傲寒 指挥：拎鹏 冲锋：未央 狙击：步调                         |
| 美国            | Vainglory Veterans      | 指挥：FlashX 狙击：ttigs 冲锋：TSMChuck、Josh Wirtz                 |
| 美国            | Team Secret(原Empyreal) | 指挥：TheSpring 辅助：GallusGaming、TwoPawn 夹击：Zpanther          |
| 乌克兰与 俄羅斯 | Rampage                 | 指挥：Amigreddy 狙击：WalDeMar 冲锋：IamSoCrazy、Nifianec、Mrroma   |
| 德国            | Bad Squad               | 指挥：Knoobs92 补给：Melanie92 冲锋：Raban 收集：Tilted Viper       |
| 菲律賓          | Kinder Minds            | 指挥：ScreaaM 狙击：Zeldrans 辅助：Prixx 冲锋：Gbitangcor           |
| 泰國            | Topsecret               | 指挥：TUMz 狙击：MondOver 冲锋：HAMzz、jukex                        |

## 对战地图
僵尸模式：2017年12月20日起，为了迎接圣诞节，《终结者2：审判日》新增“僵尸模式”全新玩法。进入游戏后，玩家有一定几率变身为僵尸，作战方式彻底改变。僵尸无法使用枪械和道具。但可以无限回血，可以轻松一跃两层楼，近战攻击力只需要一击就可以淘汰人类。且僵尸模式中仅有大雾和黑夜两种天气，对于擅长近战的僵尸来说提供了便利。为迎接元宵节活动，该模式已于2018年2月28日关闭。
无畏峡湾：2017年12月31日起，64平方公里大地图无畏峡湾正式公测。无畏峡湾拥有多种全新地貌，如沼泽、花田、矿场等。同时在新地图中，玩家可以驾驶气垫船、皮卡、滑翔翼等全新的海陆空载具，还可以体验到独特的地雷、滑索等场景交互玩法。2018年2月13日起，无畏峡湾新增场景四季变化功能，每局游戏会拥有春夏秋冬不同的季节。滑翔翼支持射击功能和飞行过程中跳机的功能，特定乘客位的玩家可以使用滑翔翼机枪进行射击，机枪消耗步枪子弹。·无畏峡湾人物最大可视距离提升。最大可视距离可以在设置中修改，默认为最高
红包竞技场：白银段位的玩家可以参与红包竞技场玩法，需要支付入场券才能进入，入场券可以从活动中获取，也可以使用金币购买。每个玩家初始将携带1000金币。玩家被淘汰时，携带金币的一部分将作为红包赏金发放给该玩家，剩余的金币将遗留在场内，其他玩家可拾取到该金币。当游戏中剩余不超过10人，淘汰对手获得的金币会直接进入你的背包。随着玩家名次提升，玩家可带出的金币比例会逐渐增加，获得第一名的玩家携带的所有金币都可带出竞技场。玩家每天在红包竞技场中最多获得30000金币，超过上限的金币将折算成时装碎片，随着当日获得的金币越来越多，当天红包竞技场的门票价格也会有一定提升。组队情况下，队伍成员会平分队伍获得的所有红包赏金。该模式已随春节活动关闭而于2018年3月7日撤下。
速战速决：速战速决玩法为仅能容纳40人的“微型”单人模式，仅限在无畏峡湾地图开启。在该玩法下，“地图”本身对玩家的影响将得到大幅简化，随机指定的跳伞安全区既能保证开局不单调重复，又做到了集中玩家、快速决出胜负的目的。在速战速决模式下，平均每局游戏用时大约只有8分钟。

## 争议
2017年10月30日，中国音数协游戏工委发布公告《对“大逃杀”类游戏总局业务主管部门的基本态度》，公告称“该类游戏不仅普遍存在大量血腥、暴力内容，而且其类似于古罗马角斗场式的游戏体验与生存理念的设定严重偏离我国社会主义核心价值观和中华民族的传统文化习惯与道德规范，不利于青少年消费者的身心健康。「总局明确持有否定态度，将难以获得出版运营许可。」
2017年10月30日，网易官方发布对“大逃杀”类游戏指导意见的执行公告，称将严格按照国家管理部门的指导意见，尽快对相关类型的游戏进行修改与调整。随后网易将《终结者2：审判日》的游戏模式改为“军事演习”。网易丁磊在答网易2017Q3财报记者问时表示“网易的游戏没有所谓的大逃杀模式”。
2018年4月5日，《绝地求生：大逃杀》的制作公司蓝洞向美国加利福尼亚北区联邦地区法院提起诉讼，起诉了《终结者2：审判日》（英語：Rules of Survival）和《荒野行动》（英語：Knives Out）对《绝地求生：大逃杀》的侵权。蓝洞在文件中列举了《终结者2：审判日》和《荒野行动》中跟《绝地求生：大逃杀》中相似的元素，例如建筑物、载具、游戏玩法等，并以此作为证据起诉，称此侵权行为侵犯了蓝洞公司的利益，要求网易下架这两款游戏并停止研发。网易公司则发布公告表示《终结者2：审判日》和《荒野行动》是网易自己原创研发的游戏，不存在侵权行为，并称此次诉讼事件是竞争者的恶意诽谤，将依法维护自身权利，同时对支持网易游戏的玩家表示感谢。